# Fiat G.8
Il Fiat G.8, denominato anche Fiat CMASA G.8 o CMASA G.8,  era un monomotore biplano da addestramento, progettato dall'azienda italiana Fiat Aviazione e prodotto negli stabilimenti dalla Costruzioni Meccaniche Aeronautiche Società Anonima (CMASA) di Marina di Pisa negli anni trenta.
Venne utilizzato principalmente nelle scuole di volo di 1° periodo della Regia Aeronautica e come aereo da collegamento.

## Storia del progetto
Nei primi anni trenta il Ministero dell'aeronautica emise un ordine per dotare le scuole di volo di 1° periodo della Regia Aeronautica di un velivolo biplano. Per rispondere alla richiesta la Fiat Aviazione affida il progetto a Giuseppe Gabrielli, che dal 1931 alternava la sua attività di docente a quella di responsabile dell'ufficio progettazione dell'azienda. Il G.8, terzo progetto della "serie G", come erano denominati i lavori di Gabrielli, ad essere prodotto in serie, fu l'unico biplano disegnato dall'ingegnere italiano, configurazione alare alla quale preferì sempre quella monoplana con ala a sbalzo ed i cui studi gli valsero il dottorato acquisito in Germania.
La costruzione del prototipo venne affidata alla controllata Costruzioni Meccaniche Aeronautiche Società Anonima (CMASA) negli stabilimenti toscani di Marina di Pisa. Il primo esemplare uscito dall'azienda, matricola MM.211, venne portato in volo la prima volta dal collaudatore ufficiale della Fiat, Valentino Cus, il 24 febbraio 1934. Dopo le incoraggianti prove di volo venne presentato al Centro Sperimentale di Guidonia che ne approvò la produzione in serie con una richiesta di fornitura di 60 esemplari.
Gli esemplari, realizzati un due blocchi, il primo da 50 esemplari (ММ56101-ММ56150) seguito dal secondo di 10 esemplari (ММ56251-ММ56260), cominciarono ad essere assegnati ai reparti dalla metà degli anni trenta.

## Tecnica
Il G.8 era un biplano dall'impostazione classica. La fusoliera presentava due abitacoli in tandem, l'anteriore per il pilota ed il posteriore per l'istruttore o per il passeggero. Posteriormente terminava in un impennaggio classico cruciforme e monoderiva dotato di piani orizzontali controventati. La configurazione alare era biplano-sesquiplana, caratterizzata cioè dall'ala inferiore di dimensioni minori della superiore, quest'ultima traslata leggermente verso la parte posteriore. Le due ali erano collegate tra loro ed alla fusoliera da una robusta travatura Warren. Il carrello d'atterraggio era un triciclo classico, fisso, dotato anteriormente di gambe di forza ammortizzate ed integrato posteriormente da un pattino d'appoggio. La propulsione era affidata ad un radiale Fiat A.54, un 7 cilindri a singola stella raffreddato ad aria capace di 140 CV (103 kW), posto sul muso, racchiuso in una cappottatura corta ed abbinato ad un'elica bipala, il quale permetteva all'apparecchio di viaggiare ad una velocità di crociera di 185 km/h. Non era prevista alcuna dotazione di armi sia di attacco che di difesa.

## Impiego operativo
Il G.8 venne utilizzato come aereo da addestramento basico nelle scuole di volo di 1° periodo della Regia Aeronautica dalla metà degli anni trenta per venire gradualmente sostituito durante il periodo della seconda guerra mondiale. Durante il conflitto venne anche usato come aereo da collegamento.
Dopo l'armistizio di Cassibile del 1943 e la conseguente spaccatura della forza aerea italiana, alcuni esemplari sopravvissuti operarono nel nord Italia con l'Aeronautica Nazionale Repubblicana ed al sud con l'Aeronautica Cobelligerante Italiana.

## Utilizzatori
Germania
- Luftwaffe

 Italia
- Regia Aeronautica
  - Aviazione Legionaria

 Regno del Sud
- Aeronautica Cobelligerante Italiana

 Repubblica Sociale Italiana
- Aeronautica Nazionale Repubblicana

## Modellismo
- Choroszy Modelbud (POL): scala 1/72 in resina, nr. catalogo A96.[2]